# Anacamptodon validinervis
Anacamptodon validinervis är en bladmossart som beskrevs av Hugh Neville Dixon och Potier de la Varde 1927. Anacamptodon validinervis ingår i släktet Anacamptodon och familjen Fabroniaceae. Inga underarter finns listade i Catalogue of Life.